# Séverine (journalist)
Séverine, pseudoniem van Caroline Rémy (Parijs, 27 april 1855 – Pierrefonds, 24 april 1929) was een Franse schrijver, anarchistische journalist en feminist.

## Biografie
Caroline Rémy wordt op 27 april 1855 geboren in Parijs als dochter van een voedselinspecteur bij het hoofdcommissariaat van de politie in Parijs. In 1871 wordt ze, tegen haar zin, uitgehuwelijkt aan Antoine-Henri Montrobert (een meteropnemer) waar ze – ondanks de geboorte van een zoon – snel van scheidt. Vervolgens krijgt ze een relatie met Adrien Guebhard (1849–1924), hoogleraar medicijnen en afkomstig uit een rijke Zwitserse familie. Nadat scheiden in Frankrijk opnieuw is toegestaan, trouwt ze in 1885 met hem. Samen met Guebhard krijgt ze nog een zoon, Roland.

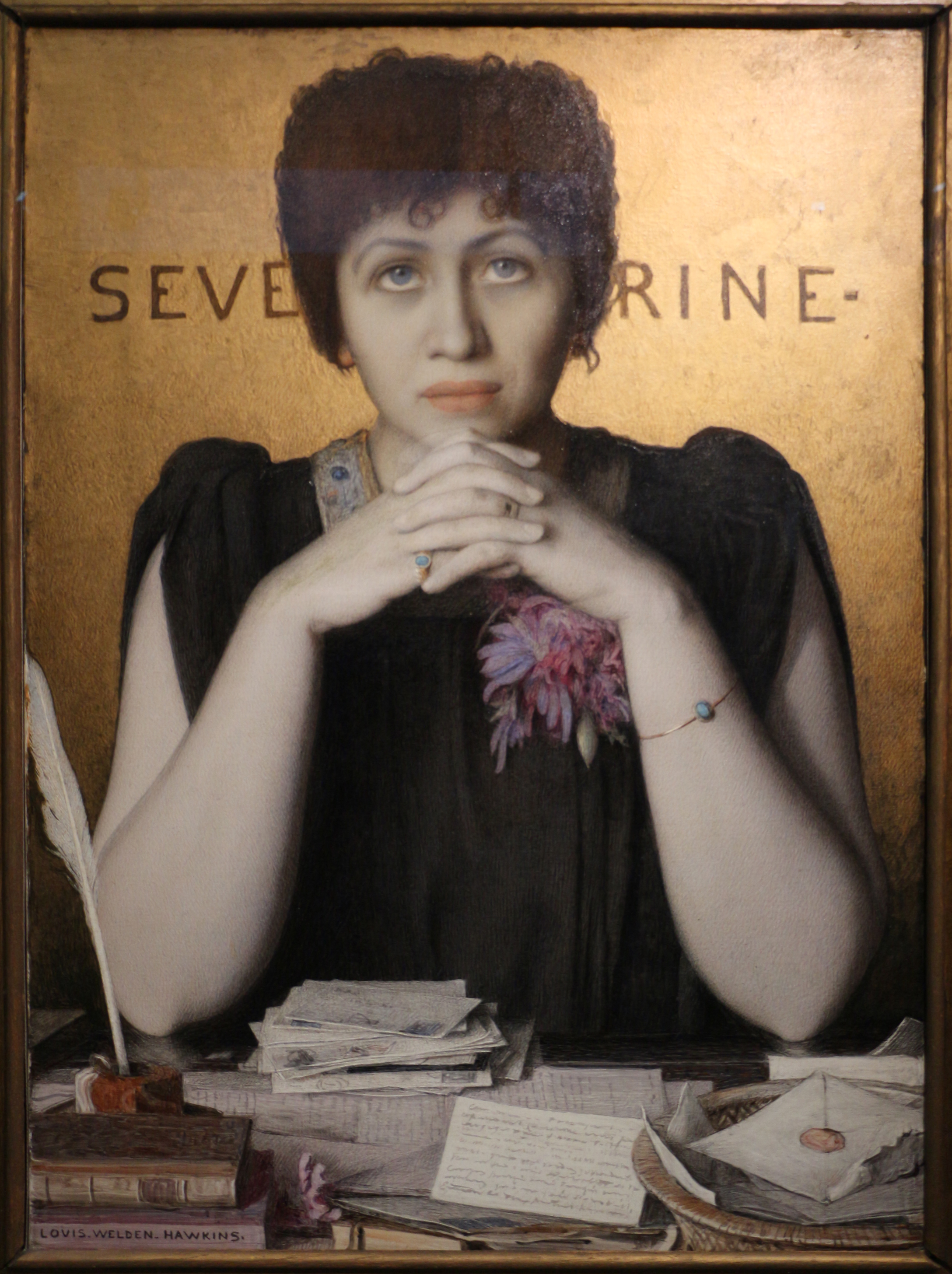
Portret van Séverine door Louis Welden Hawkins

Bij de geboorte van haar zoon in Brussel ontmoet ze in 1879 Jules Vallès, vlak voor de amnestie van de communards. Naast hun hechte vriendschap, die zal duren tot zijn dood, wordt ze al snel zijn belangrijkste secretaresse. Aan zijn zijde leert ze het vak van journalist en maakt ze zich vertrouwd met het socialisme. Ze zorgt ervoor dat hij financiële ondersteuning van Guebhard krijgt om de krant Le Cri du peuple opnieuw uit te kunnen geven. Zij leidt de krant samen met hem en na de dood van Vallès in 1885 neemt Séverine de leiding over. Ze is de eerste vrouwelijke chef van een groot dagblad. In 1888 moet ze, vanwege een ideologisch conflict met de marxist Jules Guesde, Le cri du peuple verlaten. Ze blijft in veel kranten schrijven en leeft comfortabel van haar pen door meer dan 4000 artikelen te schrijven. Haar onafhankelijkheid en haar anti-parlementarisme leiden haar soms op dubieuze paden. Zo schrijft ze in 1893–1894 in La Libre Parole van de antisemitische pamflettist Édouard Drumont wiens theoretisch onderbouwde en systematische antisemitisme ze niet deelt. Toch verliest ze zich soms in klaagzangen over de 'Joodse geest' of de 'grote Joden'.

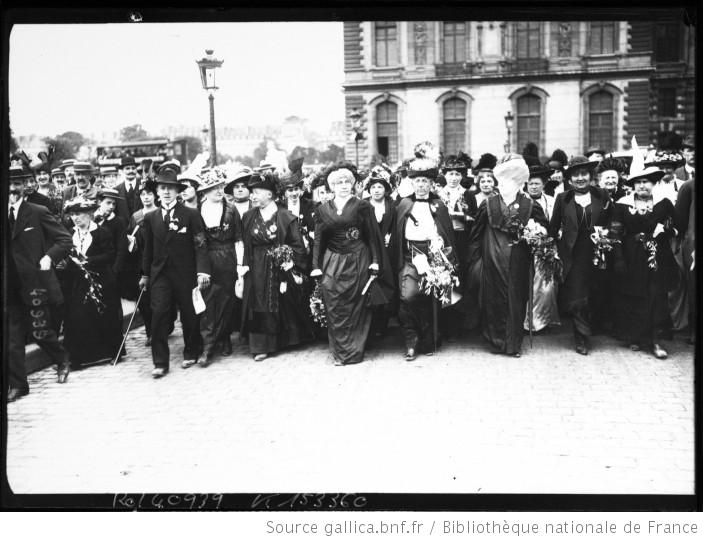
Demonstratie van de suffragettes, met Séverine, voorkant van de stoet.

In 1885 wordt ze verliefd op Georges de Labruyère, een journalist van L'Echo de Paris die ze ontmoet na het overlijden van Vallès. Ze leeft met hem samen tot aan zijn dood in 1920. Daarna gaat ze weer met haar tweede echtgenoot Guebhard leven. Hij overlijdt in 1924. Vanaf 1897 publiceert Séverine elke dag haar 'Aantekeningen van een frondeuse' in La Fronde, het feministische dagblad van haar vriendin de journalist Marguerite Durand. Samen met Durand sluit Séverine zich aan bij de beweging van generaal Boulanger. Tijdens hun samenwerking bij La Fronde (1897–1903) raakt ze bevriend met Daniel-Lesueur (pseudoniem van Jeanne Loiseau). In 1904 werkt ze mee aan de oprichting van de Vie Heureuse-prijs (voorloper van de prix Femina). In 1906 is ze voorzitter als de jury bijeenkomt bij Daniel-Lesueur, die haar het jaar erna als voorzitter opvolgt. Tot haar dood in 1929 blijft Séverine jurylid.
Séverine zet zich in voor het vrouwenstemrecht, met name door haar wekelijkse column vanaf 1906 in Nos Loisirs, een cultureel tijdschrift met een oplage van meer dan een half miljoen exemplaren. In 1910 beschrijft ze op de volgende manier het wettelijk voorschrift van de Franse kieswet die vrouwen de toegang tot het parlement ontzegt:
De sukkel die niet kan lezen of schrijven, die links en rechts zo slecht uit elkaar kan houden dat zijn oversten bij het regiment in zijn ene laars iets anders gestopt hebben dan in zijn andere, zodat hij luistert naar de bevelen ‘Stro! Hooi!… Stro! Hooi!’, die sukkel is een kiezer. De boerenpummel die zijn paarden met zweepslagen afrost, zonder onderscheid te maken, zonder medelijden en zelfs zonder zich zorgen te maken over zijn eigenbelang; die lukraak onrecht en lijden verspreidt, die boerenpummel is een kiezer … De zuiplap die van zonsopkomst tot zonsondergang en van avond tot ochtend altijd vol drank zit, die alleen maar op een mens líjkt, beschonken, hikkend, kwijlend, die zijn verstand in zijn eerste glas heeft achtergelaten, zo bezopen is hij, die dan weer van de ene naar de andere muur slingert, dan weer plat op de grond ligt in zijn eigen uitwerpselen, die zuiplap is een kiezer … Ook de nietsnut die zijn vrouw voor zich laat werken en de crimineel die van een meisje leeft: kiezer; de kindse man die zijn ruggenmerg de vernieling in heeft geholpen op ranzige feestjes: kiezer; de halvezool en die gek die zogenaamd genezen is. Kiezer is ten slotte ook de imbeciel, de heerser van de wereld! Maar de vrouw, die als minderwaardig aan al die mannen wordt beschouwd, mag zich slechts als belastingplichtige nuttig maken; heeft slechts één plicht: betalen; slechts één recht: haar mond houden.

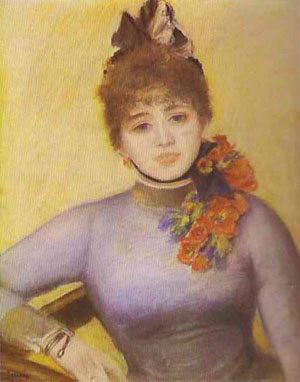
Portret van Séverine door Auguste Renoir

Wanneer in juli 1914 René Viviani aan het begin van de Eerste Wereldoorlog president van de Raad (regeringsleider) wordt, organiseert Séverine een demonstratie voor het vrouwenstemrecht waar 2400 mensen op afkomen. Een stoet trekt van de Tuilerieën naar het standbeeld van Condorcet bij het Institut de France. De oorlog stopte de suffragettebeweging tijdelijk. Séverine wilde alle suffragettebewegingen samenbrengen in een federaal verbond voor het vrouwenstemrecht waarin de onderlinge onenigheden vergeten zouden worden.
Séverine blijft voor verschillende kranten schrijven en verdedigt de vrouwenemancipatie en klaagt het sociale onrecht aan. Tijdens de Dreyfusaffaire helpt ze ook de aanhangers van Dreyfus en met name Mecislas Golberg. Ze is erg vrijgevig en organiseert talloze inzamelingsacties. Ze ondersteunt een aantal anarchistische doelen, verdedigt vakbondsvrouw en anarchist Germaine Berton, en sluit zich aan het einde van haar leven in 1927 aan bij de vruchteloze poging om de Italiaanse anarchisten Nicola Sacco en bartolomeo Vanzetti te redden. Als pacifiste veroordeelt ze in 1914 de politieke beweging 'Union sacrée' en sluit ze zich in 1918 aan bij de socialistische partij SFIO. Ze werkt mee aan de communistische krant L'Humanité en sluit zich in 1921 aan bij de communistische partij, die ze verlaat wanneer ze haar vragen te breken met de Liga voor de Rechten van de Mens die zij had helpen opzetten.
In 1927 ondertekent Séverine samen met onder anderen Alain, Lucien Descaves, Louis Guilloux, Henri Poulaille en Jules Romains de petitie die op 15 april wordt gepubliceerd in de Revue Europe. Hierin protesteren ze tegen 'la loi sur l'organisation générale de la nation pour le temps de guerre' (Nederlands: 'de wet op de algemene organisatie van de natie tijdens oorlogstijd') die huns inziens een einde maakt aan intellectuele onafhankelijkheid en meningsvrijheid. Vlak voor haar dood neemt Séverine deel aan de verkiezingscampagne die de kandidatuur van dokter Albert Besson ondersteunt. Hij wordt verkozen tot gemeenteraadslid van de wijk Saint-Fargeau, later tot algemeen raadsheer van de Seine, en daarna tot vicepresident van de Raad van Parijs en van de algemene Raad van de Seine. In 1933 laat Besson als eerbetoon aan haar een plein in de haven Bagnolet aanleggen met de naam 'Séverine'.
Haar huis in Pierrefonds − dat ze ter nagedachtenis aan het hotel waar ze tijdens het herzieningsproces van Dreyfus in 1899 in Rennes verbleef 'De Drie stappen' had gedoopt − wordt na haar dood gekocht door Marguerite Durand. Zij maakte er een zomerverblijf voor vrouwelijke journalisten van. De bibliotheek Marguerite Durand bezit vele documenten van en over Séverine, waaronder manuscripten, brieven en ook een aantal voorwerpen die van haar waren.

## Werken
- 'Pages rouges', Parijs, H. Simonis Empis (1893)
- 'Notes d'une frondeuse : de la Boulange au Panama' met voorwoord door Jules Vallès, Paris, H. Simonis Empis (1894)
- 'Pages mystiques', Paris, H. Simonis Empis (1895)
- 'En marche', Paris, H. Simonis Empis (1896)
- 'Affaire Dreyfus : Vers la lumière... impressions vécues', Paris, Stock (1900)
- 'La Toute-puissance de la bonté', [S.l.] (1900)
- 'Sac à tout : mémoires d'un petit chien', Paris, F. Juven (1903)
- 'À Sainte-Hélène, pièce en 2 actes', Paris, V. Giard et E. Brière (1904)
- 'Line : 1855-1867', Paris, Crès (1921)
- 'Choix de papiers' geannoteerd door Évelyne Le Garrec, Paris, Tierce (1982)
- 'Impressions d'audience' in: 'Émile Zola, "J'accuse !", réactions nationales et internationales', Valenciennes, Presses universitaires de Valenciennes (1999)

### In samenwerking
- Octave Aubry, De l'amour, de l'ironie, de la pitié, avec une lettre liminaire de Mme Séverine, Paris, Plon-Nourrit et Cie, 1904
- Félix Desvernay, Laurent Mourguet et Guignol. La Vie de Laurent Mourguet, Discours prononcés à l'inauguration du monument par Justin Godart, Édouard Herriot, Joanny Bachut, R. Du Marais et Séverine, Lyon, A. Rey, 1912
- Ferdinand Buisson, Victor Bérard, Paul Painlevé, Séverine, Pour l'Arménie indépendante, Paris, Ligue des droits de l'homme et du citoyen, 1920
- Séverine, la comtesse de Noailles, J.-G. Frazer et Paul-Louis Couchoud, Quatre témoignages sur Anatole France, La Charité-sur-Loire, A. Delayance, 1924

### Voorwoorden
- Raymond Péricat. Être un homme, préface inédite et posthume de Madame Séverine, Courbevoie, La Cootypographie, [s. d.]
- Gabriel Nigond, Les Contes de la Limousine, Paris, P. Ollendorff, 1912
- Henriette Sauret, Les Forces détournées, 1914-1917, Paris, Librairie d'action d'art de la ghilde « les Forgerons », 1918
- Henry Torrès, Histoire d'un complot, Paris, Éditions Clarté, 1921
- Stanislas Zwick, La voix qui s'étrangle, Paris, Daragon, 1909